# Úzkonosí

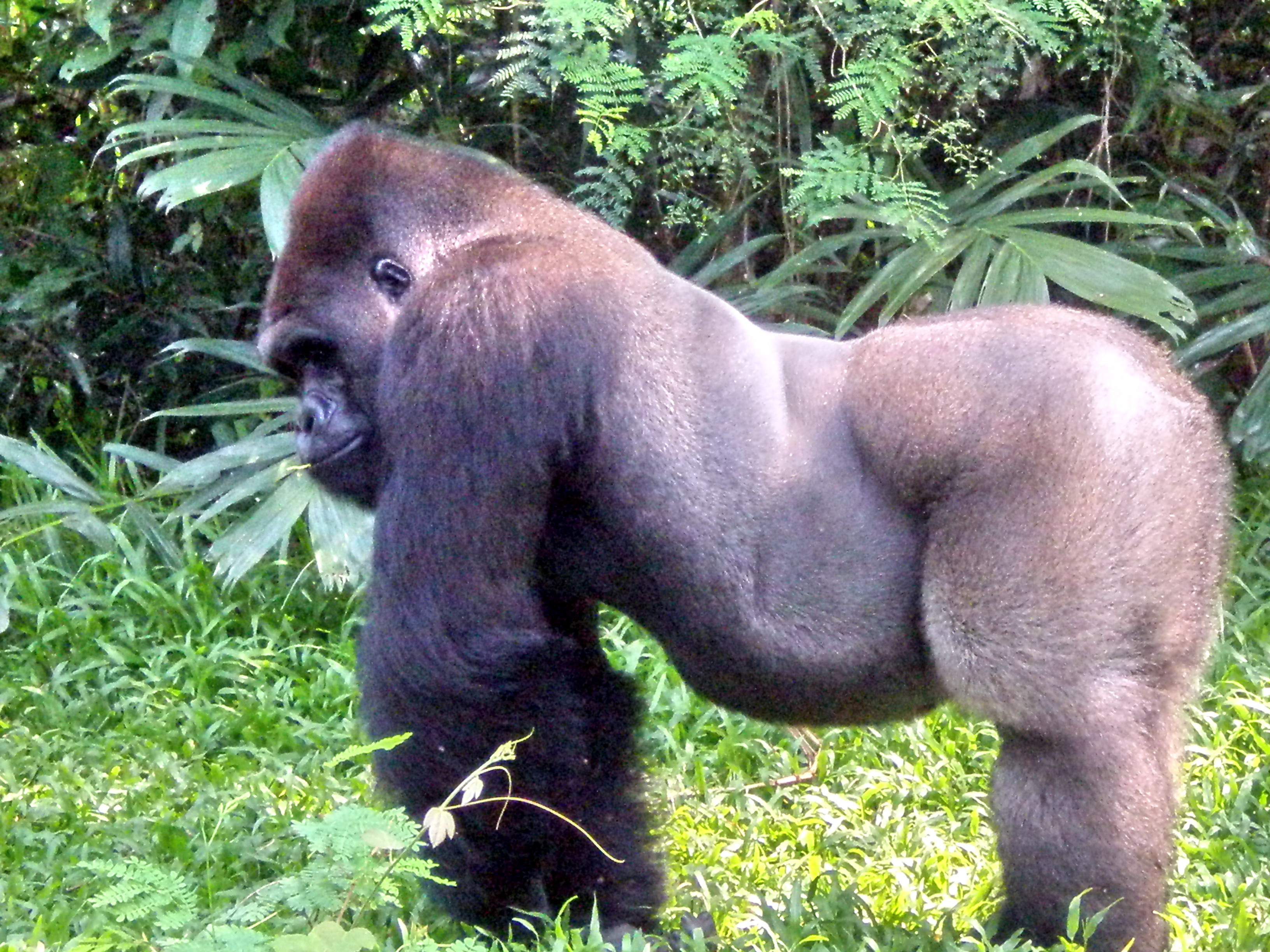
Gorila spp.

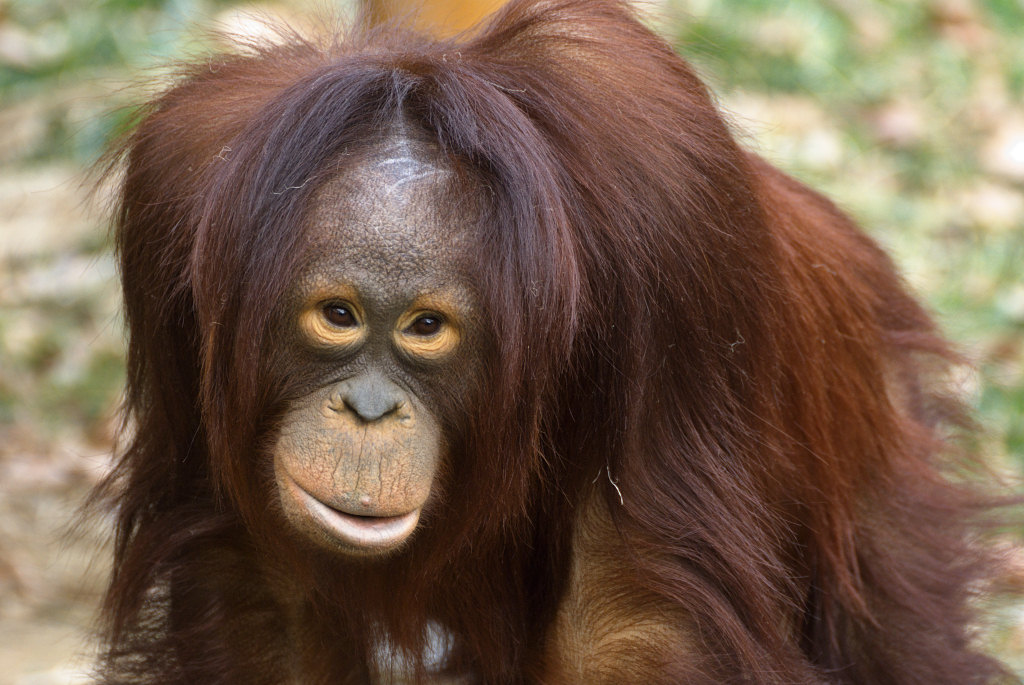
Orangutan spp.

Úzkonosí (Catarrhini), nebo také opice úzkonosé nebo opice Starého světa, je jedno ze dvou oddělení infrařádu opic (Simiiformes). Druhým je ploskonosí, opice ploskonosé, neboli opice Nového světa. Někdy je pro zařazení ploskonosých a úzkonosých používána taxonomická kategorie parvorder nebo falanx, zde je použito české pojmenování oddělení.

## Rozšíření
Jak je již uvedeno výše, žijí tyto opice v areálu tzv. Starého světa. Jsou domovem téměř v celé Africe, od deštných pralesů přes subtropy až po okraje savan, v horských oblastech Etiopie i v severoafrickém pohoří Atlas. Jeden druh, makak magot (někdy také makak bezocasý) je rozšířen i na nejjižnější výspě Evropy, na skalnatém území Gibraltaru. Dále úzkonosé opice žijí na Indickém poloostrově od jihu až po lesy mírného pásma na úbočí Himálaje a hlavně v  tropické Jihovýchodní Asii.
Nelze opomenout, že mezi starosvětské opice patří i čeleď hominidé do které řadíme i lidi, živočichy, kteří osídlili celou obyvatelnou pevninu.

## Historie evoluce
Historie řádu primáti do kterého jsou úzkonosé opice zařazeny, se píše pravděpodobně již 60 mil. let od pozdního paleocénu, historické nálezy praopic se datují do období před 40 mil. let, do středního eocénu. Přibližně asi před 25 mil. let dochází k oddělování Jižní Ameriky od Afriky a od té doby se opice starosvětské i novosvětské začínají vyvíjet samostatně, začíná vznikat oddělení úzkonosých opic.

## Popis
Při popisování chování a vzhledu bude dále vědomě vynechán popis rodu Homo, tj. člověka.
Na první pohled nejzřetelnějším rozlišovacím znakem úzkonosých je úzká nosní přepážka mezi vysokými vnějšími nozdrami směřujícími dolů. Při čelním pohledu, odmyslíme-li různá ochlupení vypadá jejich hlava štíhlejší, při bočním je zase kratší. Mají výrazné nadočnicové oblouky, zorná pole obou očí se překrývají. Jejich čelisti jsou delší a mají zubní vzorec shodný s lidským 2,1,2,3 (2 řezáky 1 špičák, 2 třenové zuby a 3 stoličky). Dolní řezáky mají vertikální polohu. Kost čelní je spojena švem s kostí klínovou. Přední končetiny (u většiny i zadní) mají dobré uchopovací schopnosti a až na výjimky (guerézy) pohyblivý palec. Drápy na prstech se proměnily v nehty, vyjma gibonovitých. Ocas úzkonosých není chápavý a mnozí ho mají redukovaný, gibonovití a hominidi.

## Životní projevy
Až na výjimky jsou to všežravci, živí se plody, listím, bylinami, kořínky i drobnými obratlovci a hmyzem, mezi býložravce řadíme guerézy. Šimpanzi loví příležitostně ve skupinách i jiné menší opice. Potravu si úzkonosé opice hledají jak na stromech, tak i na zemi kde se pohybují po čtyřech končetinách. Aktivní jsou jen ve dne. Některé druhy tráví na zemi převážnou část života (paviání) a na stromy jen uléhají ke spánku. V mnoha případech se již projevuje zřetelný pohlavní dimorfismus (pavián pláštíkový, kahau nosatý). Žijí v různě velkých skupinách s rozdílně rozvinutou strukturou a komunikují pomoci gest, mimiky a hlavně hlasem. Samice má jeden pár prsních bradavek a zjevný menstruační cyklus s  následnou receptivitou. Většinou má samice jen jedno mládě o které pečuje, dospělí samci se o malá mláďata nestarají. Někdy mohou mladší samci nebo bezdětné samice vychovávat osiřelé mládě.
Rozvoj rozumových schopností a schopností učení vzrostl se zlepšením zrakového vnímání. Zrak mají dokonalý, většinou s barevným viděním. Sluch mají také vynikající, pouze čich není v jejich životě příliš důležitý (malý čichový lalok), nemají zvlášť vyvinuté pachové žlázy. Pokročilejší rozvoj mozkové kůry a mozečku je zřejmý z rozšíření lokomoce a uchopovacích schopností ruky. Úzkonosí jsou ve srovnání s ploskonosými považováni za vývojově úspěšnější.

## Taxonomie
Oddělení úzkonosých opic se rozděluje na dvě nadčeledě, z nichž nadčeleď hominoidů je vývojově vyspělejší.
- Úzkonosí (Catarrhini)

```
        │
        ├── nadčeleď 
kočkodani
 (Cercopithecoidea)
        │     └── čeleď 
kočkodanovití
 (Cercopithecidae)
        └── nadčeleď 
hominoidi
 (Hominoidea)
              ├── čeleď 
gibonovití
 (Hylobatidae)
              └── čeleď 
hominidé
 (Hominidae)
```